# ジュリアス・ベック
ジュリアス・エスケランド・ベック (Julius Eskelund Beck , 2005年4月27日 - )は、デンマーク・南デンマーク地域ハダスレウ出身のプロサッカー選手。オーストリア・ブンデスリーガ・SKシュトゥルム・グラーツ所属。ポジションはMF。

## クラブ経歴
2021年1月に15歳でスナユスケ・フッボルトのトップチームに昇格。同年5月9日のヴェイレBK戦で後半開始から起用され、デンマーク・スーペルリーガ史上3番目に若い16歳12日の若さでプロデビュー。
2021年8月31日、スペツィア・カルチョと3年契約を締結。2021-22シーズンはプリマヴェーラで過ごし、2022-23シーズンにトップチームに昇格。10月2日のSSラツィオ戦で、後半36分にヤクブ・キヴィオルとの交代で起用されセリエAデビューを果たすも、試合は0-4の大敗を喫した。
2023年9月1日、オーフスGFにレンタル移籍。
2024年9月2日、エスビャウfBにレンタル移籍。2025年2月2日に完全移籍となった。
2025年5月30日、SKシュトゥルム・グラーツに移籍。

## 代表歴
2021年から、各ユース世代のデンマーク代表に招集されている。